# Europejska Karta Regionów Granicznych i Transgranicznych
Europejska Karta Regionów Granicznych i Transgranicznych (do 1995 r. – Europejska Karta Regionów Przygranicznych) – dokument uchwalony przez Radę Europy 19 listopada 1981 roku, przyjęty przez Polskę w 1995 roku. Choć pozbawiony mocy prawnej oraz nieuznawany za normę prawa międzynarodowego, determinuje on kluczowe zagadnienia polityki gospodarczej dotyczące europejskiej współpracy transgranicznej i przygranicznej.
W dokumencie tym zdefiniowano między innymi termin "współpracy transgranicznej". Pod pojęciem tym rozumie się współpracę przylegających do siebie regionów granicznych lub współpracę zagraniczną władz szczebla regionalnego i lokalnego, organizacji lub instytucji reprezentujących obszary graniczne. Pojęcie to obejmuje także wszelkie przedsięwzięcia sprzyjające wzmacnianiu więzi gospodarczych i kulturowych między związanymi stronami oraz porozumienia o różnym charakterze służące powstawaniu podobnych zależności.
Jak stwierdza P. Wahl: „Jest to szczególna forma współpracy międzynarodowej mająca 2 podstawowe cechy: sąsiedzkość kontaktów, regionalny lub lokalny poziom współpracy”.
Równocześnie dokument zaznacza, iż współpraca transgraniczna jest pojęciem szerszym niż współpraca euroregionalna, która to – w przeciwieństwie do transgranicznej – charakteryzuje się wyższym stopniem zinstytucjonalizowania. Staje się to przyczyną powoływania w jej zakresie komitetów, sekretariatów czy stowarzyszeń.